# Mezalianse
Mezalianse – album studyjny piosenkarki Justyny Steczkowskiej i wokalisty Macieja Maleńczuka. Wydawnictwo ukazało się 21 lutego 2011 roku nakładem wytwórni muzycznej QM Music. Na płycie znalazły się interpretacje utworów z repertuaru Kabaretu Starszych Panów. 
Płyta zadebiutowała na 12. miejscu listy OLiS w Polsce.

## Lista utworów
1. „Herbatka”
2. „Na ryby”
3. „Zmierzch”
4. „Bez ciebie”
5. „Stacyjka Zdrój”
6. „Nie budźcie mnie”
7. „Smutny deszczyk”
8. „Utwierdź mnie”
9. „Dobranoc, już czas na sen”
10. „Do ciebie szłam”
11. „Upiorny twist” (utwór dodatkowy)